# Sphaerodoropsis
Sphaerodoropsis är ett släkte av ringmaskar som beskrevs av Olga Hartman och Fauchald 1971. Sphaerodoropsis ingår i familjen Sphaerodoridae.

## Dottertaxa tillSphaerodoropsis, i alfabetisk ordning[1][2]
- Sphaerodoropsis aestuarum
- Sphaerodoropsis arctowskyensis
- Sphaerodoropsis baltica
- Sphaerodoropsis benguellarum
- Sphaerodoropsis biserialis
- Sphaerodoropsis capense
- Sphaerodoropsis chardyi
- Sphaerodoropsis corrugata
- Sphaerodoropsis disticha
- Sphaerodoropsis elegans
- Sphaerodoropsis exmouthensis
- Sphaerodoropsis fauchaldi
- Sphaerodoropsis flavum
- Sphaerodoropsis furca
- Sphaerodoropsis katchemakensis
- Sphaerodoropsis laevis
- Sphaerodoropsis laureci
- Sphaerodoropsis longipalpa
- Sphaerodoropsis longipapillata
- Sphaerodoropsis malayana
- Sphaerodoropsis martinae
- Sphaerodoropsis minuta
- Sphaerodoropsis multipapillata
- Sphaerodoropsis nuda
- Sphaerodoropsis octopapillata
- Sphaerodoropsis oculata
- Sphaerodoropsis papillifer
- Sphaerodoropsis parva
- Sphaerodoropsis philippi
- Sphaerodoropsis polypapillata
- Sphaerodoropsis pycnos
- Sphaerodoropsis sexantennella
- Sphaerodoropsis sibuetae
- Sphaerodoropsis sphaerulifer
- Sphaerodoropsis spissum
- Sphaerodoropsis triplicata
- Sphaerodoropsis uzitunensis
- Sphaerodoropsis vittori